# Урбіно (видавництво)
Вида́вництво «Урбі́но» — українське видавництво, засноване Боженою Антоняк та Анатолієм Івченком 2 лютого 2010 року у Львові. Основна мета видавництва – популяризація сучасної зарубіжної літератури через якісні українські переклади.

## Спеціалізація
Головним напрямком діяльності є видання сучасної зарубіжної літератури в українських перекладах. Таке спрямування не є випадковим, оскільки Божена Антоняк є найактивнішою сучасною популяризаторкою польської (більше 40-ка перекладених книжок) і серболужицької (4 перекладені книжки) літератур в Україні.

## Видання книг
Художня проза для дорослих:
Перші книжки «Урбіно» побачили світ у липні 2010 року. Ними стали два романи Марека Краєвського - «Еринії» та «Привиди в місті Бреслау». Пізніше вийшли ще 2 книжки цього автора — «Числа Харона» та «Голова Мінотавра». У жіночій серії «На шпильках» видано «Шалене танго: істеричний роман» Йоанни Фабіцької.
У наступні роки в «Урбіно» вийшли такі романи: 
- 2011 — «Веди свій плуг понад кістками мертвих» Ольги Токарчук, що ввійшов 2019 року в короткий список Букерівської премії,
- 2012 — «Хроніка любовних подій» Тадеуша Конвіцького,
- 2013 — «Рибгород» Наталки Бабіної,
- 2015 — «Маленький апокаліпсис» Тадеуша Конвіцького, «Знахар» і «Професор Вільчур» Тадеуша Доленги-Мостовича, «Гнів» Зигмунта Мілошевського,
- 2016 — «Ляля» Яцека Денеля,
- 2017 — «Пекло ввійшло до раю» Богдана Лебля.

Підліткові книги:
У серії «Підліткові та молодіжні» вийшли такі романи та повісті, які вже ввійшли у шкільну програму:
- «Буба» та «Буба. Мертвий сезон» Барбари Космовської,
- «Маргаритко, моя квітко» Крістіни Нестлінгер,
- «Позолочена рибка» Барбари Космовської,
- книжки Йоанни Яґелло: тетралогія про Лінку «Кава з кардомоном», «Шоколад із чилі», «Тирамісу з полуницями», «Молоко з медом»,
- серія із 8-ми книг «Енн із Зелених Дахів» канадської письменниці Люсі Мод Монтгомері, а також її коротка проза «Ейвонлійські хроніки».

Інші книги для підлітків:
- «Зелені мартенси» Йоанни Ягелло
- «Ковчег часу», «Театр Невидимих Дітей» і «За синіми дверима» Марціна Щигельського
- «Про Стівена Гокінга, Чорну діру та Мишей-під-Підлогою» Катажини Ририх
- «Привіт, вовки!» Дороти Касьянович
- «110 вулиць», «220 маршрутів» і «Дівчата з 13-ї вулиці» Малгожати Гутовської-Адамчик
- «Острів скарбів» Стівенсона - в оновленому перекладі найвідомішого в Україні дослідника піратства Віктора Губарева
- «Останній ельф» Сільвани Де Марі
- серія «Для допитливих»: «Банзай. Японія для допитливих» і «Ман Чжу. Китай для допитливих».

Дитячі видання:
- серія вімельбухів «Розкажу тобі, мамо, що робять коти» та «Розкажу тобі, мамо, що роблять динозаври»
- пізнавальні й корисні книжки Гжегожа Касдепке: «Велика книга почуттів», «Міфи для дітей», «Бон чи тон, або гарні манери для дітей»
- «Ах, ця чудова Панама!» Яноша, повне зібрання історій про Ведмедика й Тигрика, перший за 40 років український переклад
- ілюстровані книги: Емілії Дзюбак «Бути як тигр», Юстини Беднарек «Неймовірні пригоди десятьох шкарпеток (чотирьох правих і шістьох лівих)»
- серія книг про Детектива Кефірчика Малгожати Стренковської-Заремби
- «Щоденник Черепушки» Йоанни Ягелло
- «Книга всіх речей» Гюса Кейєра
- серія книг про дорослішання відомої іспанської лікарки, педіатра-ендокринолога Моніки Пейткс «Мія дорослішає» і «Бруно дорослішає»

## Автори
- Наталка Бабіна
- Юстина Беднарек
- Малгожата Гутовська-Адамчик
- Сільвана Де Марі
- Яцек Денель
- Тадеуш Доленга-Мостович
- Ізабелла Калюта
- Ґжеґож Касдепке
- Дорота Касьянович
- Гюс Кейєр
- Тадеуш Конвіцький
- Барбара Космовська
- Марек Краєвський
- Богдан Лебль
- Анджей Малешка
- Зигмунт Мілошевський
- Люсі Мод Монтгомері
- Кристин Нестлінґер
- Моніка Пейткс
- Катажина Ририх
- Роберт Луїс Стівенсон
- Малгожата Стренковська-Заремба
- Ольга Токарчук
- Йоанна Фабіцька
- Зофія Фаб'яновська-Міцик
- Марцін Щигельський
- Йоанна Ягелло
- Янош
- Джейн Остін
- Андрій Кокотюха
- Челсі Дж Саммерс

## Художники
- Олеся Вакуленко
- Наталка Гайда
- Анна Данчишин
- Емілія Дзюбак
- Надія Кушнір
- Ілля Стронговський
- Ярко Філевич
- Оксана Йориш
- Олексій Чекаль
- Женя Полосіна

## Інтерв'ю
- «Оптимістичний творчий тандем» [Архівовано 8 серпня 2010 у Wayback Machine.] («День», 23 липня 2010)
- Анатолій Івченко: «Нашим видавцям треба припинити плакати»[недоступне посилання з листопадаа 2019] («Високий Замок», 3 вересня 2010)
- Анатолій Івченко + Божена Антоняк: видавництво "Урбіно", польська сучасна література, якісна поліграфія[недоступне посилання з червня 2019], («Читомо», 28 листопада 2010)
- Божена Антоняк та Анатолій Івченко: «Пропонуємо видавцям створити спільний «львівський» стенд – та їхати з ним у Харків!» [Архівовано 30 вересня 2011 у Wayback Machine.] («Високий Замок», 12 жовтня 2011)
- Анатолій Івченко на 5 каналі про український книжковий ринок (22.02.2020)